# Bathurst, New South Wales

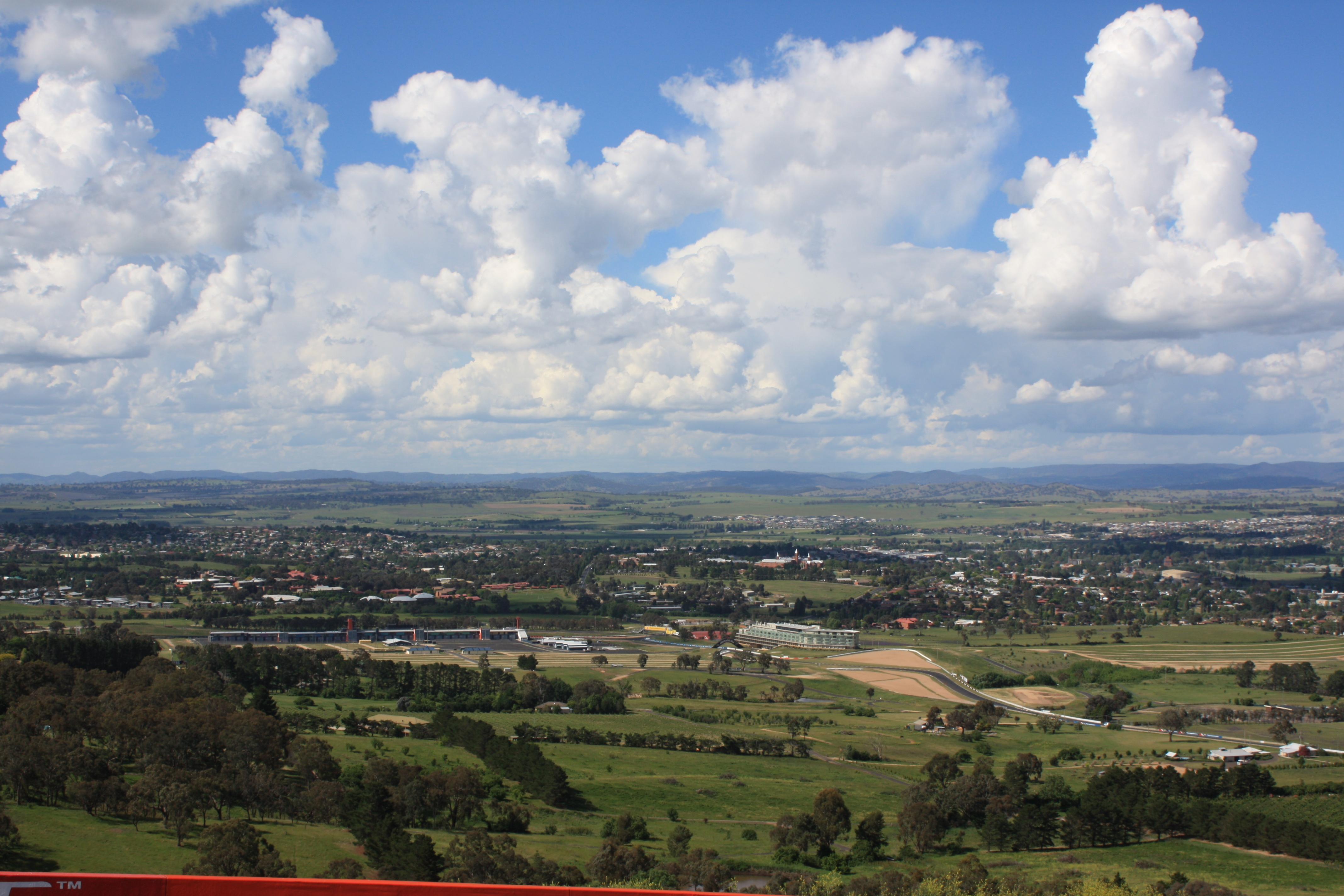

Bathurst är en stad i New South Wales i Australien. Racerbanan Mount Panorama Motor Racing Circuit är belägen i förorten Mount Panorama, sydväst om centrala Bathurst. Järnvägsstationen i Bathurst, som ligger på delstatens västra stambana, invigdes den 4 april 1876.